# Grande Prémio Internacional de Rio Maior em Marcha Atlética 2012
Grande Prémio Internacional de Rio Maior em Marcha Atlética 2012 – zawody lekkoatletyczne w chodzie sportowym, które odbyły się 14 kwietnia w Rio Maior w Portugalii. Impreza była kolejną w cyklu IAAF Race Walking Challenge w sezonie 2012. 

## Rezultaty

### Mężczyźni
| Konkurencja:             | 1. miejsce    | Rezultat | 2. miejsce        | Rezultat | 3. miejsce      | Rezultat |
| Chód na 10 km (juniorzy) | Mario Sanchez | 42:13    | Juan Antonio Raya | 43:39    | Miguel Carvalho | 44:45    |
| Chód na 20 km            | Matej Tóth    | 1:20:25  | Eder Sánchez      | 1:20:49  | Isaac Palma     | 1:21:14  |

### Kobiety
| Konkurencja:             | 1. miejsce      | Rezultat | 2. miejsce    | Rezultat | 3. miejsce       | Rezultat |
| Chód na 10 km (juniorki) | Filipa Ferreira | 51:32    | Mara Ribeiro  | 51:34    | Marisol D. Perez | 54:04    |
| Chód na 20 km            | Beatriz Pascual | 1:31:03  | Ana Cabecinha | 1:31:08  | Inês Henriques   | 1:31:32  |

## Rekordy
Podczas mityngu ustanowiono 2 krajowe rekordy w kategorii seniorów:
| Zawodnik         | Reprezentacja | Konkurencja   | Rezultat |
| ---------------- | ------------- | ------------- | -------- |
| Juan Manuel Cano | Argentyna     | chód na 20 km | 1:25:24  |
| Erica de Sena    | Brazylia      | chód na 20 km | 1:31:53  |